# ملفات مكتب التحقيقات الفيدرالي (وثائقي)
ملفات FBI هي سلسلة دراما وثائقية تلفزيونية أمريكية عرضت في الأصل من 1998 إلى 2006 على قناة ديسكفري وأنتجتها شركة نيو دومينيون بيكتشرز.  تم إلغاء العرض في عام 2006. ومع ذلك، تم إعادة بث قناة Court TV Mystery و Discovery وشبكتها الشقيقة، Investigation Discovery ، حتى أكتوبر 2012. وأظهر Investigation Discovery حلقات من المواسم 5 و 6 و 7. اعتبارًا من أكتوبر 2012 ،  تبث الشبكة الآن حلقات من المواسم السابقة (وإن لم يكن ذلك بالضرورة بترتيب زمني)، مع تحديث المعلومات حول الحالات في نهاية معظم الحلقات.  حتى أواخر سبتمبر 2012، عرض WE tv حلقات من المواسم 1-4، لكن الشبكة أزالت مقدمات الحلقة بواسطة Jim Kallstrom.  في المملكة المتحدة على Quest Red ، يتم بث ملفات FBI كل ليلة أسبوع.  كما تم عرضه على تلفزيون الدنمارك و Discovery Australia و Netflix في كندا.

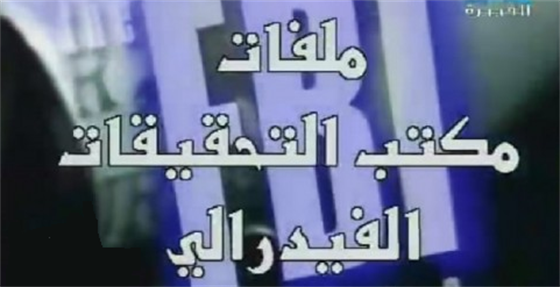
ملفات مكتب التحقيقات الفيدرالي

في الآونة الأخيرة، قامت شركة الإنتاج New Dominion Pictures بإتاحة جميع حلقات ملفات FBI على موقع Youtube.
ملخص
وصف العرض حالات فعلية لمكتب التحقيقات الفيدرالي، مع إعادة تمثيل دراماتيكية ومقابلات مع عملاء وعلماء الطب الشرعي الذين عملوا في التحقيقات.  تم عرض العرض لأول مرة في 20 أكتوبر 1998 ، وتم إنتاج 120 حلقة بواسطة منتج قناة ديسكفري توم جولدن قبل الحلقة الأصلية النهائية التي عُرضت في 24 مارس 2006. غطى المسلسل اختطاف وقتل بولي كلاس والتحقيق وإدانة جون جوتي، وقضية Unabomber ، وتفجير مركز التجارة العالمي، وقضية مقتل سارة توكارس، وهروب العديد من السجون من قبل كريستوفر جيبورك، أكبر قنبلة جون بيرجيس في التاريخ (كازينو هارفي في ستيتلاين، نيفادا)، والعديد من الأشياء الأخرى المشهورة والأقل شهرة-  قصص الجريمة الحقيقية المعروفة.  على عكس The New Detectives ، وهو عرض جريمة حقيقي مشابه إلى حد ما، تركز ملفات FBI على جرائم القتل والمخدرات وسرقة البنوك والاختطاف وما إلى ذلك، حيث يتم استدعاء مكتب التحقيقات الفيدرالي لمساعدة أقسام الشرطة.
المضيفين والرواة
استضاف العرض جيمس كالستروم، الرئيس السابق لمكتب مدينة نيويورك التابع لمكتب التحقيقات الفيدرالي.  من بين القضايا البارزة الأخرى، حقق في حادث تحطم طائرة TWA Flight 800. كان أليسون إركلينز كاتبًا رئيسيًا لشركة إنتاج السلسلة، New Dominion Pictures ، من 2000 إلى 2005.
أنتوني كول، ممثل معروف بأدواره في المسلسلات اليومية The Guiding Light and One Life to Live ، شارك في استضافة / سرد جميع حلقات الولايات المتحدة وبعض الحلقات الدولية.  كانت سوزان راي وستيفن كيمبل الرواة في العديد من الإصدارات الدولية من العرض.
روت لوسي لونجهيرست النسخة الدولية من حلقات «قتل كاوبوي» التي تدور حول الجاني المدان كلود دالاس و «الجنة القاتلة» حول «جرائم رياح البحر» في بالميرا أتول.
روى بيتر ديكسون الموسم الثاني من النسخة الدولية من العرض.  من بين تلك الحلقات "A Model Killer" التي تدور حول القاتل المتسلسل المقتول كريستوفر وايلدر (المعروف أيضًا باسم "The Beauty Queen Killer") و "Cat and Mouse" حول البحث عام 1985 عن القاتل المتسلسل المدان في ساوث كارولينا لاري جين بيل.
من بين أولئك الذين فعلتهم سوزان راي فيلم "Dishonored" بشأن اختفاء USMC Capt. Shirley Russell عام 1989 ، والتحقيق المشترك بين FBI و NIS مع زوجها، النقيب USMC السابق روبرت راسل و "When Seconds Count" حول عندما كانت 12 عامًا  فتاة تبلغ من العمر تم اختطافها من منزلها في لودي، كاليفورنيا.
من بين أولئك الذين فعلهم ستيفن كيمبل فيلم The Price of Greed عن سرقة لوس أنجلوس دنبار المدرعة عام 1997.
من بين تلك الإصدارات الدولية التي قدمتها Call كانت "Omega 7" حول مجموعة Omega 7 و "Dangerous Cause" عن مجموعة Fuerzas Armadas de Liberación Nacional Puertorriqueña.
قام بن أندو أيضًا ببعض التعليقات الصوتية في المملكة المتحدة.